# دنیل خوارز (بازیکن فوتبال، زاده ۱۹۷۵)
دنیل خوارز (انگلیسی: Daniel Juárez؛ زادهٔ ۷ ژانویهٔ ۱۹۷۵) بازیکن فوتبال اهل آرژانتین است.
از باشگاه‌هایی که در آن بازی کرده‌است می‌توان به باشگاه فوتبال لیگا دپورتیوا آلاخولنسه و باشگاه فوتبال اتلتیکو هوراکان اشاره کرد.